# 東引海戰
東引海戰，又称五一海戰，發生在1965年5月1日，是中国人民解放軍与中華民國國軍的海上衝突，因一次误会引起。

## 背景
1965年4月30日，國军海軍巡邏艦東江號（PC-119）完成大修后，由澎湖馬公出港，北上直駛東引岛，加入北區巡邏支隊（支隊長孫文全少將），換防同級砲艦資江號（PC-109）。由于海流湍急，4月30日晚22點左右，東江艦的雷達發現兩個岛屿目標，隨後艦上人員也看到了島上的燈塔灯光信号，東江艦值更人員誤將此燈塔當成南方的東莒島燈塔（实为北方的東引島燈塔），因此继续向北挺进，直奔台山列岛而去。

## 經過
1965年5月1日午夜0點40分，国军海军北區巡邏支隊東江號巡邏艦（PC-119，原美軍二戰時期驅潛艦）在馬祖列島東引東北海面執行例行之巡弋任務時，因雷達兵在睡覺以及值更人員失職進入中華人民共和國控制海域，解放军东海舰队派出3批8艘百吨级护卫艇占据海域各有利位置，其中575、577号62型护卫艇与東江號接战。東江軍艦在无准备的情况下接敌，受到較大損失，但仍被拖带撤退回台湾。575、577号在交战中碰撞受损，少量中弹。

## 雙方對戰役的宣傳
中华人民共和国方面的說法
海戰隔日《人民日報》以《美製蔣匪戰鬥艦一艘　竄入福建海域進行騷擾　我海上巡邏隊迎頭痛擊　敵艦中彈累累狼狽逃竄》之標題刊登简讯，但並未有詳細戰報。后在相关战史上记录如下：四月三十日21时许，东海舰队雷达站在台山149度，距离18.7海里处发现一艘可疑舰只，从东引岛东面穿出向北航行，进入我军控制区……确认为一艘国民党海军“江”字号炮舰。舰队司令部命令福建基地护卫艇29大队第5中队的4艘100吨护卫艇（574、576；575、577号）到东引岛以北10海里处担任主攻；在西洋岛待机的2艘75吨护卫艇进至西引岛正北5～7海里处，牵制迷惑东引、马祖来援的国民党军舰艇；南昌号火炮护卫舰（日军“桥立”型航海炮舰，1940年下水）和沙埕港的护卫艇驶往台山以南，配合作战以防敌军后面跟有大舰埋伏。574、576艇由于主机问题无法高速航行，成为第二梯队。575、577艇逼近后使用舰炮狂扫東江艦的舰桥与舯部轮机舱，当即致使東江艦的舰桥上六名軍官瞬間被掃倒，艦長何德崇少校重傷，副長姚震方上尉當場陣亡，通信官王仲春遭砲火擊斃，槍砲長曾勷擎中尉重傷后下達了拉警報、增速、上砲位還擊的指令。然而，東江艦的機艙很快就被擊穿進水，失去動力。试图衝上砲位的官兵，只要一上甲板，馬上就被解放军砲火掃倒……15分，577号护卫艇再次接近东江舰，距离4链，进行第四次攻击，攻至仅距敌舰50米。5月1日凌晨1时20分，577号护卫艇向右急转躲避因主機中彈而突然減速東江艦时，撞上了575号艇右舷舯部，右舷损坏长1米、宽0.5米，海水涌进前机舱、中舱、艇长室，航迹灯失灵，无线电中断。在危急关头，全艇指战员沉着应战，一边堵漏排水，一边与575号艇紧密配合，进行第五次攻击，使东江舰完全失去动力。東江艦上還能戰鬥的官兵終於有機會衝上砲位以20mm舰炮还擊，但未能击穿解放军护卫艇装甲。25分，575号機艙進水，被迫撤出战斗，后四部主機完全停擺；577艇奉命單獨继续攻擊，企图击沉东江舰。从东引岛趕來的國軍北支隊旗艦太倉号（DE-24）護航驅目睹北方海面炮口焰与战损舰船火光沖天，隨即以五吋艦砲嚇阻警告射擊。577艇发现海面落弹击起的高大水柱，估计敵方大艦即將逼近。48分，岸上指挥部下令577艇拖帶575艇撤出战斗返航，5时45分，担负主攻的4艇在北礵会合，“五一”海战胜利结束。战斗历时45分，重创东江号猎潜舰，毙敌4人、伤36人，人民解放军575号护卫艇中弹2发20mm炮弹，无人员伤亡。国军第一个赶赴现场的資江號（PC-109）砲艦（太倉號起錨時錨機一度卡死，排故耽误了时间）发现共军炮艇已经撤走，遂拖帶著动力全失的東江艦回航 ，拖帶過程中纜繩一度斷裂，纏住資江艦的螺旋槳，又花了一些時間排除故障。這場海戰中，東江艦共中彈154發，副長姚震方上尉以下7人陣亡，艦長何德崇以下19人重傷、24人輕傷，官兵傷亡率高達六成二。
 中華民國方面的說法
海戰隔日5月2日，《聯合報》首先報導由海軍總部提供之《東引海戰傳捷報我擊沉匪艇四艘另有兩艘負傷逃逸》之消息，並稱東江號在此次海戰擊沉4艘、擊傷2艘之戰果；之後中央日報與馬祖日報也報導此訊息，5月7日東江艦返台，海軍總部對相關人員進行嘉獎，隨後美國紐約時報也引述台灣消息發布相關新聞稿。相关战史上记录如下：五月一日零時四十分，東江軍艦在東引東北海面執行例行巡弋任務時，發現快速目標兩批共八個，由艦尾方面逐漸接近，採包圍態勢，我艦立即備戰，雙方激戰由一千碼接近至五百碼，時我艦在以一敵八絕對之劣勢下，奮勇作戰，給予來犯敵艦以致命打擊，充分發揮以少勝多，以寡擊眾之革命精神。擊沉敵艦艘四艘，重傷二艘，創獲「九二」台海大捷以來海軍最大的一次勝利。我軍陣亡官兵六員，輕重傷四十二員，艦體中彈累累。

## 戰情
由于海战实际是由於误会引起，双方均无准备，雙方仅投入少量战艇，属于小规模军事冲突，東江艦修復後撥交海關作為緝私艇，未再返回海軍。

## 影响
東引海戰，解放軍發現062级护卫艇的舰炮火力足以壓制國军中型以上军艦，但武器威力不足以擊沉。此后，解放军海軍调整了魚雷艇、護衛艇協同作戰模式，改成先以護衛艇炙热火力壓制摧毀敵舰上层建筑、指挥、观通、舰炮、轮机，再由鱼雷艇从容进入待机战斗阵位从容瞄准、齐射鱼雷以彻底击擊。在1965年随后的兩次台海海戰中使用了这套战术。